# Hinduísmo em Portugal
Não existem muitos registos da prática do Hinduísmo em Portugal.
Actualmente, existe uma comunidade Hindu de aproximadamente 9000 pessoas, a grande maioria residente nas áreas Metropolitanas de Lisboa e Porto. As suas origens remontam a Indianos que emigraram das ex-colónias Portuguesas de África, principalmente de Moçambique, e da antiga Goa e de outros territórios do Estado Português da Índia.
A partir da década de 1990 e sobretudo a partir da primeira década do século XXI, verificou-se uma afluência de hindus de origem nepalesa em Portugal, fruto das migrações laborais com origem nesse país sul-asiático. Também a partir da década de 1990 é possível encontrar em Lisboa uma pequena comunidade Hare Krishna, constituída sobretudo por indivíduos caucasianos de origem portuguesa, brasileira e de outros países da Europa. 
De acordo com a embaixada da Índia em Lisboa, os Indianos em Portugal são na sua maioria Guzerates (sendo o Guzerate ensinado no Centro Cultural da Comunidade Hindu de Lisboa), Punjabis e Goeses. A maioria dos hindus é de afiliação guzerate, residindo na capital, Lisboa, mas algumas famílias habitam também no Porto.

## História
A Comunidade Hindu portuguesa é fruto de um processo migratório marcado essencialmente por três fases:
- Primeiro grande fluxo de indianos saídos do estado do Gujarate para se fixar em Moçambique, na altura colónia portuguesa na altura, data do século XIX;
- Segundo grupo, na segunda metade do séc. XIX, resultante do fluxo de comerciantes indianos provenientes de Diu em direcção às províncias de Inhambane e Lourenço Marques.
- Migração laboral de nepaleses hindus para Portugal a partir da década de 1990, centrando a sua actividade comercial em torno da abertura de restaurantes.

## Locais de culto em Portugal
- Templo Jai Ambé, primeiro local de culto hindu em Portugal, existente desde 1983 na Quinta da Vitória, Portela, e único até ao final dos anos 90;
- Templo Radha-Krishna, no Lumiar, inaugurado em 1998, da Comunidade Hindu de Portugal;
- Templo de Shiva, em Santo António dos Cavaleiros

## Ligações Externas
- Comunidade Hindu Portugal
- Fórum Inovação Juventude Comunidade Hindu de Portugal
- Hinduísmo
- Hinduism in Portugal
- http://www.shiva-pt.org/